# Corynoptera pannosa
Corynoptera pannosa is een muggensoort uit de familie van de rouwmuggen (Sciaridae). De wetenschappelijke naam van de soort is voor het eerst geldig gepubliceerd in 1995 door Rudzinski.